# Krasni Partizán
Krasni Partizán (del ruso: Красный Партизан) es un jútor del raión de Tijoretsk del krai de Krasnodar, en Rusia. Está situada en las llanuras de Kubán-Priazov, en la orilla izquierda del Chelbas, frente a Prigorodni, 14 km al sur de Tijoretsk y 122 km al nordeste de Krasnodar, la capital del krai. Tenía 36 habitantes en 2010.
Pertenece al municipio Alekséyevskoye.

## Transporte
Al este de la localidad pasa la carretera federal M29 Cáucaso.